# Karen Mynacakanian
Karen Mynacakanian (orm. Կարէն Մնացականյան; ur. 3 marca 1977) – ormiański zapaśnik walczący w stylu klasycznym. Dwukrotny olimpijczyk. Zajął piętnaste miejsce w Sydeny 2000 i siedemnaste w Pekinie 2008. Walczył w kategorii 58 – 60 kg.
Wicemistrz świata w 2001. Zdobył trzy medale na mistrzostwach Europy, w tym złoty w 2006. Piąty na igrzyskach wojskowych w 1995. Trzeci na MŚ juniorów 1994. Mistrz Europy juniorów w 1995 i 1997 roku.